# Économie de Taïwan

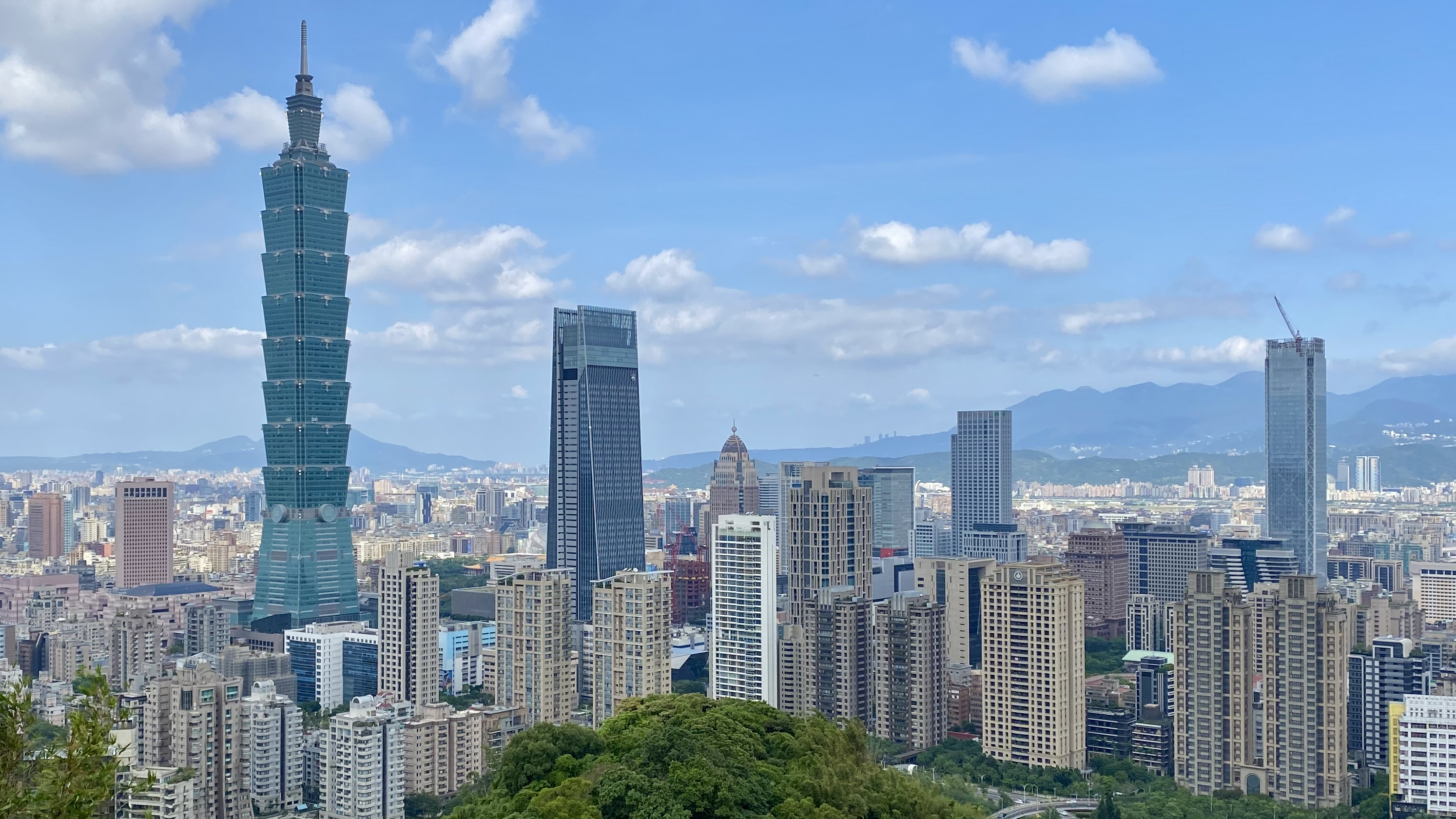
Le quartier d'affaires de Taipei est l'un des centres névralgiques du secteur tertiaire taïwanais.

L'économie de Taïwan est une économie capitaliste développée et dynamique, avec un PIB per capita en PPA de près de 57 214 $ US en 2020 (légèrement supérieur à celui de l'Islande et inférieur à celui des Pays-Bas), et un PIB de 635,5 milliards $ US en 2020 (soit la 19e puissance économique du monde). Sa croissance reste soutenue avec une croissance moyenne de 3,11 % de 2019 à 2020, et 4.64 % attendus en 2021.
Le PIB par habitant (en parité de pouvoir d'achat) est au treizième rang mondial (2020). Ce PIB est construit sur l'industrie  avec 27,5% des emplois directs, mais beaucoup plus en indirect. Le secteur des services, moins efficace, emploie 71,1 % des Taïwanais, dont beaucoup dans de petites boutiques ou entreprises de BTP et de trading. Enfin, l'agriculture est en chute rapide à 1,4 % des emplois (2007).
Le pouvoir gouvernemental de Taïwan relâche progressivement son rôle de guide sur les investissements et le commerce avec les pays étrangers. En accord avec cette politique, plusieurs banques et sociétés industrielles ont été privatisées. La croissance du produit intérieur brut est de 8 % en moyenne ces trois dernières décennies. Les exportations ont augmenté, et depuis la seconde guerre mondiale, ont fourni un fort stimulant pour l'industrialisation.
L'inflation et le chômage sont bas, l'excédent commercial fournit un surplus substantiel et les réserves de change sont les cinquièmes plus grandes au monde.
La part de l'agriculture dans le PIB ne cesse de baisser. Elle a ainsi chuté à 1,4 % du PIB en 2007 contre 35 % en 1952.
Le secteur des services, pour beaucoup lié au commerce, aux exportations et importations représente 73 % du PIB Taïwanais.
Les groupes de Taïwan ont par ailleurs profité de l'ouverture de la Chine pour investir massivement à Hong Kong, Shen-Zhen et dans la province de Fu-Zhou, face à leur île, pour y installer des usines d'industrie lourde traditionnelle, précédemment installées sur l'île.
Ces industries « lourdes » ont été remplacées par des industries plus avancées et technologiques, telles que les filières électroniques et des semi-conducteurs, où Taiwan est leader mondial, ainsi que les écrans plats ou l'aéronautique.
Les entreprises et investisseurs taïwanais sont devenus des investisseurs majeurs en Chine, au Viêt Nam, en Thaïlande, en Indonésie, aux Philippines, et en Malaisie.
Aujourd'hui, ils investissent même 5,2 milliards d'euros dans une usine de batteries automobiles à Dunkerque, en France.
La demande en travailleurs manuels a mené à un afflux de travailleurs étrangers, légaux et illégaux.
Grâce à son approche financière conservatrice et la force entrepreneuriale de ses PMI et PME familiales, Taïwan a peu souffert de la crise économique asiatique de 1997-1999, comparé à ses voisins et le pays a poursuivi une croissance régulière, gagnant ainsi des parts de marché en Asie..
Au contraire du Japon et de la Corée du Sud, avec leurs gigantesques chaebols et Zaibatsus, Taïwan tire sa force des entreprises familiales, la plupart TPE et PME, de 0 à 5 et de 6 à 200 salariés. Un actif Taïwanais sur sept est un chef d'entreprise, soit 15̤ pour cent, le taux le plus élevé des pays de l'OCDE et des pays développés.
L'économie taïwanaise s'est rapidement rétablie de la crise financière mondiale de 2008-2009 et, à la suite de sa forte interconnexion avec la Chine, n'a pas cessé son expansion.
Le PIB par habitant exprimé en valeur PPA est passé de 34,743 $/h en 2010 à 38,500 $/h en 2012, dépassant celui de la Finlande, de la France et du Japon.
Le salaire minimum, nettement plus bas qu'en France n'empêche pas la croissance et l'enrichissement des ménages, plus riches qu'en France et avec un pouvoir d'achat (PPA) supérieur de 10% à 15%... Il est depuis le 1er avril 2013 de 19 047 dollars taïwanais (491 € au 1er mai 2013)

## Historique
Taïwan est resté jusqu'en 1947-1949 une île à population majoritairement insulaire, dont une forte population était d'origine océanienne. Jusqu'en 1945-1947, la population de l'île était de 5 à 6 millions d'habitants.
Le grand bouleversement sur l'île a eu lieu au moment de l'arrivée massive des troupes de Tchang-Kai-Tchek et des nationalistes chinois en 1949, après leur défaite contre l'Armée rouge de Mao. Cette arrivée a provoqué un triplement de la population de l'île (passée de 6 à 18 millions d'habitants).
Taïwan comme le Japon est une île majoritairement montagneuse et rocheuse et n'offre que très peu d'espaces cultivables et habitables et peu de  ressources naturelles. Le développement économique de Taïwan de 1949 à 1953 a été fait avec très peu de moyens en espace et très peu de capitaux d'investissement, si ce n'est les fortunes emportées par les nationalistes chinois, lors de leur fuite de Chine continentale en 1947-1949.
Pendant la période 1953-1959, les autorités ont adopté une politique de substitution aux importations pour réduire la dépendance du pays, la priorité allant au développement de l'agriculture, considérée à l'époque comme un élément clé de l'économie nationale.
De 1959 à 1979, une politique d'encouragement aux exportations a été mise en œuvre afin d'assurer le développement de l'industrie manufacturière, en particulier des textiles. Depuis 1979 des plans économiques décennaux se sont succédé pour augmenter la part de l'industrie dans l'économie, en développant des secteurs de haute technologie et à forte valeur ajoutée tels que les technologies de l'information et de la communication, l'électronique, la construction mécanique, le transport et l'aéronautique (années 2010-2020).
Taïwan a aussi choisi de se doter d'un TGV dans les années 1990, en attribuant le marché à un consortium ALSTOM-Siemens. Mais à la suite de fortes pressions du Japon (ex-puissance coloniale et d'occupation) et de ses entreprises, ces travaux ont finalement été attribués à Hitachi et à un consortium japonais...3 ans plus tard. Celui-ci est maintenant opérationnel, avec un nombre considérable de tunnels et de ponts entre Tai-Peï, la capitale et Kao-Shiung, la 2e ville du pays.
Taïwan a très fortement investi et réinvesti dans l'industrie chaque année depuis 1960, époque à laquelle l'agriculture jouait encore un rôle important (27,2 %
de l'économie, 26,1 % pour l'industrie, et 46,7 % pour les services) et 2011, où l'agriculture a quasi disparu avec 1,4 % d'une économie dominée par l'industrie (27,5 %) et les services (71,1 %).
L'une des 3 plus grosses entreprises industrielles du monde, Foxconn (Hon Hai en chinois), emploie près de 1,5 million d'ouvriers et ingénieurs, dont l'immense majorité en Chine, principalement dans les 9 usines géantes de Shen-Zhen (400 000 salariés) et de Zheng-Zhou (225.000). Foxconn est le principal fabricant des iPhones, iPads et iPods d'Apple avec un nouveau sous-traitant taïwanais, Pegatron.
TSMC (Taiwan Semiconductor Manufacturing Company) est devenu en 37 ans (depuis 1987) le leader mondial des puces électroniques et pèse à lui seul 30 pour cent de l'indice de la bourse de TAIPEH (TSE). L'entreprise a connu une croissance moyenne de 17 pour cent depuis 1994. C'est aujourd'hui la 44e entreprise mondiale selon Forbes. Sa capitalisation boursière a dépassé celle d'Intel en juin 2020.
Le PIB des Taïwanais est ainsi passé de 177 dollars américains par an en 1950 à 17 116 US$ en 2008 et à 38.500 US$ en 2020, soit une multiplication par 220, et une richesse par habitant plus forte qu'en France ou en Finlande.

## Le commerce extérieur
Le commerce extérieur a été le moteur de la croissance rapide de Taïwan des 40 dernières années.
L'économie du Taïwan est orientée vers l'exportation et les échanges, principalement vers la Chine (25 %), puis l'ASEAN, le Japon, les États-Unis et la Corée du Sud. Taïwan dépend donc de la bonne santé des deux grandes économies mondiales (Chine, États-Unis), mais surtout plus globalement des pays d'Asie du Sud-Est, avec lesquels le pays réalise en 2020 les deux tiers de son commerce international.
La valeur totale de commerce a été multipliée par 15 dans les années 1960, par 10 dans les années 1970, et a encore doublé dans les années 1980. Les années 1990 ont vu une augmentation plus modeste, légèrement moins que le double, de la croissance.
Les exportations ont changé depuis les denrées agricoles majoritaires en 1953-60 vers les textiles dans les années 1970, puis vers les produits et sous-ensembles industriels (98% des exportations 2011).
Le secteur de l'électronique et des télécommunications est le 1er secteur d'exportation industriel de Taïwan et bénéficie aussi d'achats massifs et d'investissements américains.
En tant qu'économie indépendante, Taïwan est aussi devenu membre du Organisation mondiale du commerce (OMC) comme Territoire douanier séparé de Taïwan, Penghu, Kinmen et Matsu (souvent raccourci en "Chinese Taipei" « Taipei chinois » - les deux noms résultant de l'influence de la RPC à l'OMC) en janvier 2002.
Pékin ambitionne depuis 1949 de réintégrer Taïwan à la Chine. Le développement précoce et remarquable de l'île, a permis à Taïwan de présenter 50 % du PIB chinois en 1992, mais il n'atteint aujourd'hui (2020) que 4,2 %, tandis que sa population représente 1.65%. Il suit en cela le Hong Kong dont le PIB ne représente plus que 2 % du PIB chinois.
Malgré ses 23,4 millions d'habitants, Taïwan est la 14e puissance commerciale du monde en 2012, avec 301,11 milliards US$ d'exportations et 270,73 milliards US$ d'importations (chiffres du Ministère des Finances Taïwanais), pour un total de 571,84 milliards US$ de commerce international, soit 24.437 US$/habitant.
Taïwan est le plus grand fournisseur au monde de puces informatiques (Fonderie de semi-conducteurs) et est le fabricant principal de panneaux d'affichage à cristaux liquides, mémoire informatique DRAM, équipement en réseau informatique, et concepteur et fabricant en électronique du consommateur. La production de textiles, a fortement chuté après sa délocalisation en Chine et en Asie du sud-est. Taïwan a en effet perdu son avantage sur les marchés en termes de compétition en main-d'œuvre intensive (travail bon marché), mais a construit depuis d'autres secteurs d'exportation industriels majeurs.
Les importations sont dominées par les matières premières, les énergies fossiles (pétrole et gaz) et les matériaux nécessaires au BTP, qui représentent plus de 90 % du total.
Taïwan importe aussi la plupart de ses besoins énergétiques. Les États-Unis sont le troisième plus grand partenaire de commerce de Taïwan, prenant 16 % d'exportations taïwanaises et fournissant 11,9 % de ses importations. La République populaire de Chine est devenue récemment le plus grand partenaire de Taïwan en importation et exportation. En 2020, le RPC a représenté 29,7 % et 22,2 % d'exportations de Taïwan et d'importations respectivement (hors Hong Kong).
Cette tendance augmente rapidement, car les deux économies deviennent plus que jamais interdépendantes. Les importations depuis la 'République Populaire' consistent surtout de matières premières agricoles et industrielles.
Les exportations vers les États-Unis, et notamment Apple, Compaq ou HP Inc. sont principalement des biens électroniques et biens de consommation. En 2002, les excédents de Taïwan avec les États-Unis étaient de 8,7 milliards de $ et ont encore augmenté depuis.
Avec la forte hausse des revenus des entrepreneurs et des salariés Taïwanais, la demande pour les biens de consommation importés et de haute qualité augmente rapidement, notamment pour les vins, le champagne et les spiritueux.
Le manque formel de relations diplomatiques entre la République de Chine (Taïwan) et les partenaires de commerce de Taïwan semble ne pas avoir freiné sérieusement le commerce de Taïwan en croissance rapide.
La République de Chine maintient des bureaux culturels et de commerce dans plus de 60 pays avec lesquels elle n'a pas de relations officielles pour représenter l'intérêt taïwanais. En plus de l'OMC, Taïwan est membre de la Banque asiatique de développement comme « Taipei, Chine » (un nom résultant de l'influence de la RPC sur la banque) et le forum de Coopération économique pour l'Asie-Pacifique (APEC) comme “Chinese Taipei » (pour la même raison que ci-dessus).
Ces développements reflètent l'importance économique de Taïwan et son désir de devenir plus intégré dans l'économie globale. Taïwan a négocié avec les États-Unis pour une Zone de libre-échange, mais ceci est devenu difficile en raison de l'expiration de la "procédure rapide" (fast track authority) présidentielle.
L’industrie aérospatiale de Taiwan est en essor dans les années 2010, la valeur de sa production passe de 91,49 milliards de dollars taïwanais en 2015 à 120,7 milliards de dollars taïwanais en 2018.